# 다안구 (타이중시)

다안 구의 위치

다안구(한국어: 대안구, 중국어: 大安區, 병음: Dà'ān Qū)는 중화민국 타이중시의 시할구이다. 넓이는 27.4045 km2이고, 인구는 2015년 8월 기준으로 19,583명이다.